# Eleições parlamentares europeias de 2014 no distrito de Castelo Branco
| Eleições parlamentares europeias de 2014 por Portugal Distritos: Aveiro \| Beja \| Braga \| Bragança \| Castelo Branco \| Coimbra \| Évora \| Faro \| Guarda \| Leiria \| Lisboa \| Portalegre \| Porto \| Santarém \| Setúbal \| Viana do Castelo \| Vila Real \| Viseu \| Açores \| Madeira \| Estrangeiro |

## Resultados por concelho
Os resultados nos concelhos do Distrito de Castelo Branco foram os seguintes:

### Belmonte
| Partido                 | Partido                        | Votos | %               | +/-   |
| ----------------------- | ------------------------------ | ----- | --------------- | ----- |
|                         | Partido Socialista             | 885   | 46,48 / 100,00  | 16,76 |
|                         | Aliança Portugal               | 341   | 17,91 / 100,00  | 19,46 |
|                         | Coligação Democrática Unitária | 197   | 10,35 / 100,00  | 0,91  |
|                         | Partido da Terra               | 126   | 6,62 / 100,00   | 6,01  |
|                         | Bloco de Esquerda              | 75    | 3,94 / 100,00   | 6,76  |
|                         | PCTP/MRPP                      | 40    | 2,10 / 100,00   | 0,69  |
|                         | LIVRE/Tempo de Avançar         | 29    | 1,52 / 100,00   | Novo  |
|                         | Outros                         | 76    | 4,00 / 100,00   |       |
| Votos Inválidos         | Votos Inválidos                | 135   | 7,09 / 100,00   | 0,42  |
| Total                   | Total                          | 1 904 | 100,00 / 100,00 |       |
| Eleitorado/Participação | Eleitorado/Participação        | 6 643 | 28,66 / 100,00  | 3,02  |

| Freguesia                   | %     | %     | %     | %    | %    | %    | %    | Votantes |
| Freguesia                   | PS    | AP    | CDU   | MPT  | BE   | PCTP | L    | Votantes |
| --------------------------- | ----- | ----- | ----- | ---- | ---- | ---- | ---- | -------- |
| Belmonte e Colmeal da Torre | 47,36 | 15,95 | 10,76 | 7,63 | 3,91 | 1,86 | 2,15 | 1 022    |
| Caria                       | 46,87 | 18,22 | 10,63 | 5,50 | 4,17 | 2,09 | 1,14 | 527      |
| Inguias                     | 40,49 | 24,88 | 6,83  | 5,37 | 4,88 | 2,93 | 0,49 | 205      |
| Maçainhas                   | 47,33 | 20,67 | 11,33 | 5,33 | 2,00 | 2,67 | 0    | 150      |
| Belmonte                    | 46,48 | 17,91 | 10,35 | 6,62 | 3,94 | 2,10 | 1,52 | 1 904    |

### Castelo Branco
| Partido                 | Partido                               | Votos  | %               | +/-   |
| ----------------------- | ------------------------------------- | ------ | --------------- | ----- |
|                         | Partido Socialista                    | 7 574  | 42,54 / 100,00  | 11,84 |
|                         | Aliança Portugal                      | 4 247  | 23,85 / 100,00  | 13,28 |
|                         | Coligação Democrática Unitária        | 1 321  | 7,42 / 100,00   | 1,17  |
|                         | Partido da Terra                      | 1 154  | 6,48 / 100,00   | 5,74  |
|                         | Bloco de Esquerda                     | 666    | 3,74 / 100,00   | 8,67  |
|                         | LIVRE/Tempo de Avançar                | 344    | 1,93 / 100,00   | Novo  |
|                         | PCTP/MRPP                             | 288    | 1,62 / 100,00   | 0,34  |
|                         | Partido pelos Animais e pela Natureza | 200    | 1,12 / 100,00   | Novo  |
|                         | Outros                                | 574    | 3,22 / 100,00   |       |
| Votos Inválidos         | Votos Inválidos                       | 1 436  | 8,06 / 100,00   | 0,93  |
| Total                   | Total                                 | 17 804 | 100,00 / 100,00 |       |
| Eleitorado/Participação | Eleitorado/Participação               | 50 964 | 34,93 / 100,00  | 4,00  |

| Freguesia                        | %     | %     | %     | %    | %    | %    | %    | %    | Votantes |
| Freguesia                        | PS    | AP    | CDU   | MPT  | BE   | L    | PCTP | PAN  | Votantes |
| -------------------------------- | ----- | ----- | ----- | ---- | ---- | ---- | ---- | ---- | -------- |
| Alcains                          | 47,58 | 19,57 | 6,79  | 6,43 | 5,78 | 1,73 | 1,44 | 0,72 | 1 385    |
| Almaceda                         | 41,45 | 34,19 | 5,13  | 4,70 | 1,28 | 0    | 2,99 | 1,28 | 234      |
| Benquerenças                     | 50,40 | 21,83 | 5,16  | 5,56 | 2,78 | 0,79 | 0,79 | 1,19 | 252      |
| Castelo Branco                   | 37,03 | 25,29 | 8,35  | 7,83 | 4,21 | 2,55 | 1,40 | 1,24 | 10 205   |
| Cebolais de Cima e Retaxo        | 50,06 | 16,81 | 12,80 | 5,40 | 2,51 | 0,63 | 2,63 | 1,38 | 797      |
| Escalos de Baixo e Mata          | 60,95 | 14,67 | 4,34  | 5,37 | 2,07 | 0    | 1,86 | 0,62 | 484      |
| Escalos de Cima e Lousa          | 57,99 | 13,64 | 6,10  | 2,51 | 3,41 | 0,72 | 3,41 | 1,08 | 557      |
| Freixial e Juncal do Campo       | 45,43 | 16,34 | 3,88  | 8,03 | 3,32 | 1,94 | 1,94 | 1,66 | 361      |
| Lardosa                          | 51,36 | 20,85 | 9,06  | 4,23 | 1,21 | 0,91 | 2,42 | 0,91 | 331      |
| Louriçal do Campo                | 56,42 | 22,94 | 4,13  | 1,83 | 2,75 | 2,29 | 1,83 | 0,46 | 218      |
| Malpica do Tejo                  | 67,22 | 5,39  | 18,67 | 2,07 | 2,07 | 0    | 2,49 | 0    | 241      |
| Monforte da Beira                | 70,27 | 15,54 | 2,03  | 3,38 | 1,35 | 0,68 | 1,35 | 0    | 148      |
| Ninho do Açor e Sobral do Campo  | 52,57 | 23,87 | 3,32  | 3,93 | 2,42 | 1,81 | 0,91 | 0,91 | 331      |
| Póvoa de Rio de Moinhos e Cafede | 43,42 | 27,45 | 6,44  | 4,76 | 4,20 | 0,84 | 1,40 | 0    | 357      |
| Salgueiro do Campo               | 48,37 | 19,02 | 3,53  | 4,62 | 3,26 | 1,36 | 1,90 | 1,90 | 368      |
| Santo André das Tojeiras         | 45,70 | 38,49 | 2,06  | 2,06 | 1,37 | 1,37 | 0,69 | 0    | 291      |
| São Vicente da Beira             | 39,55 | 31,69 | 2,92  | 8,09 | 3,82 | 0,45 | 1,57 | 0,90 | 445      |
| Sarzedas                         | 44,50 | 36,43 | 2,75  | 1,37 | 1,37 | 1,37 | 1,55 | 1,20 | 582      |
| Tinalhas                         | 44,70 | 24,42 | 4,61  | 1,84 | 1,84 | 2,30 | 3,23 | 2,76 | 217      |
| Castelo Branco                   | 42,54 | 23,85 | 7,42  | 6,48 | 3,74 | 1,93 | 1,62 | 1,12 | 17 804   |

### Covilhã
| Partido                 | Partido                               | Votos  | %               | +/-   |
| ----------------------- | ------------------------------------- | ------ | --------------- | ----- |
|                         | Partido Socialista                    | 6 578  | 40,78 / 100,00  | 6,83  |
|                         | Aliança Portugal                      | 2 691  | 16,68 / 100,00  | 12,42 |
|                         | Coligação Democrática Unitária        | 2 416  | 14,98 / 100,00  | 2,03  |
|                         | Partido da Terra                      | 1 276  | 7,91 / 100,00   | 7,39  |
|                         | Bloco de Esquerda                     | 734    | 4,55 / 100,00   | 7,44  |
|                         | PCTP/MRPP                             | 349    | 2,16 / 100,00   | 0,67  |
|                         | LIVRE/Tempo de Avançar                | 240    | 1,49 / 100,00   | Novo  |
|                         | Partido pelos Animais e pela Natureza | 188    | 1,17 / 100,00   | Novo  |
|                         | Outros                                | 436    | 2,69 / 100,00   |       |
| Votos Inválidos         | Votos Inválidos                       | 1 221  | 7,57 / 100,00   | 0,45  |
| Total                   | Total                                 | 16 129 | 100,00 / 100,00 |       |
| Eleitorado/Participação | Eleitorado/Participação               | 48 386 | 33,33 / 100,00  | 3,18  |

| Freguesia                        | %                       | %                       | %                       | %                       | %                       | %                       | %                       | %                       | Votantes                |
| Freguesia                        | PS                      | AP                      | CDU                     | MPT                     | BE                      | PCTP                    | L                       | PAN                     | Votantes                |
| -------------------------------- | ----------------------- | ----------------------- | ----------------------- | ----------------------- | ----------------------- | ----------------------- | ----------------------- | ----------------------- | ----------------------- |
| Aldeia de São Francisco de Assis | 46,31                   | 21,18                   | 8,37                    | 5,42                    | 2,46                    | 1,48                    | 0,49                    | 1,48                    | 203                     |
| Barco e Coutada                  | 49,10                   | 25,60                   | 4,22                    | 3,31                    | 2,71                    | 0,90                    | 0                       | 0                       | 332                     |
| Boidobra                         | 37,08                   | 12,39                   | 20,06                   | 8,40                    | 3,89                    | 3,05                    | 1,16                    | 1,89                    | 952                     |
| Cantar-Galo e Vila do Carvalho   | 52,37                   | 7,91                    | 16,69                   | 7,99                    | 3,56                    | 2,45                    | 0,40                    | 0,55                    | 1 264                   |
| Casegas e Ourondo                | 44,95                   | 23,23                   | 15,15                   | 3,03                    | 1,01                    | 1,01                    | 1,01                    | 0                       | 198                     |
| Cortes do Meio                   | 45,37                   | 21,09                   | 11,50                   | 3,19                    | 2,56                    | 1,28                    | 0,96                    | 1,92                    | 313                     |
| Covilhã e Canhoso                | 40,65                   | 17,35                   | 13,63                   | 9,09                    | 5,04                    | 1,72                    | 1,87                    | 1,24                    | 6 295                   |
| Dominguizo                       | 34,17                   | 24,37                   | 12,61                   | 7,28                    | 3,92                    | 1,40                    | 1,96                    | 2,24                    | 357                     |
| Erada                            | 41,22                   | 19,47                   | 5,73                    | 11,07                   | 1,91                    | 3,05                    | 1,53                    | 1,15                    | 262                     |
| Ferro                            | 42,60                   | 15,05                   | 12,50                   | 8,67                    | 3,32                    | 2,30                    | 3,32                    | 1,28                    | 392                     |
| Orjais                           | Não se realizou votação | Não se realizou votação | Não se realizou votação | Não se realizou votação | Não se realizou votação | Não se realizou votação | Não se realizou votação | Não se realizou votação | Não se realizou votação |
| Paul                             | 31,57                   | 23,37                   | 13,98                   | 5,54                    | 4,10                    | 2,41                    | 1,20                    | 1,69                    | 415                     |
| Peraboa                          | 40,15                   | 29,55                   | 3,79                    | 6,06                    | 2,27                    | 1,52                    | 4,17                    | 1,52                    | 264                     |
| Peso e Vales do Rio              | 36,75                   | 20,09                   | 8,97                    | 8,97                    | 5,98                    | 1,28                    | 0                       | 0,85                    | 234                     |
| São Jorge da Beira               | 50,85                   | 23,50                   | 8,12                    | 5,56                    | 2,56                    | 0,85                    | 0,43                    | 1,28                    | 234                     |
| Sobral de São Miguel             | 30,43                   | 38,04                   | 6,52                    | 3,80                    | 2,72                    | 2,72                    | 1,09                    | 0,54                    | 184                     |
| Teixoso e Sarzedo                | 46,33                   | 14,29                   | 10,34                   | 8,92                    | 5,13                    | 2,21                    | 1,18                    | 0,87                    | 1 267                   |
| Tortosendo                       | 29,86                   | 14,69                   | 29,22                   | 6,88                    | 5,16                    | 3,05                    | 1,62                    | 1,08                    | 2 036                   |
| Unhais da Serra                  | 44,20                   | 12,32                   | 13,95                   | 6,88                    | 7,07                    | 5,07                    | 0,91                    | 1,09                    | 552                     |
| Vale Formoso e Aldeia do Souto   | 45,85                   | 11,35                   | 6,55                    | 8,73                    | 5,24                    | 0,44                    | 1,75                    | 1,75                    | 229                     |
| Verdelhos                        | 52,74                   | 15,75                   | 8,22                    | 3,42                    | 6,85                    | 2,74                    | 0                       | 0                       | 146                     |
| Covilhã                          | 40,78                   | 16,68                   | 14,98                   | 7,91                    | 4,55                    | 2,16                    | 1,49                    | 1,17                    | 16 129                  |

### Fundão
| Partido                 | Partido                               | Votos  | %               | +/-   |
| ----------------------- | ------------------------------------- | ------ | --------------- | ----- |
|                         | Partido Socialista                    | 3 640  | 40,45 / 100,00  | 9,25  |
|                         | Aliança Portugal                      | 2 231  | 24,79 / 100,00  | 14,44 |
|                         | Partido da Terra                      | 649    | 7,21 / 100,00   | 6,52  |
|                         | Coligação Democrática Unitária        | 640    | 7,11 / 100,00   | 0,58  |
|                         | Bloco de Esquerda                     | 319    | 3,55 / 100,00   | 6,91  |
|                         | PCTP/MRPP                             | 172    | 1,91 / 100,00   | 0,31  |
|                         | LIVRE/Tempo de Avançar                | 148    | 1,64 / 100,00   | Novo  |
|                         | Partido Trabalhista Português         | 129    | 1,43 / 100,00   | -     |
|                         | Partido pelos Animais e pela Natureza | 101    | 1,12 / 100,00   | Novo  |
|                         | Outros                                | 220    | 2,45 / 100,00   |       |
| Votos Inválidos         | Votos Inválidos                       | 749    | 8,33 / 100,00   | 1,36  |
| Total                   | Total                                 | 8 998  | 100,00 / 100,00 |       |
| Eleitorado/Participação | Eleitorado/Participação               | 28 627 | 31,43 / 100,00  | 1,10  |

| Freguesia                           | %     | %     | %     | %     | %    | %    | %    | %    | %    | Votantes |
| Freguesia                           | PS    | AP    | MPT   | CDU   | BE   | PCTP | L    | PTP  | PAN  | Votantes |
| ----------------------------------- | ----- | ----- | ----- | ----- | ---- | ---- | ---- | ---- | ---- | -------- |
| Alcaide                             | 42,68 | 11,30 | 8,37  | 13,39 | 4,18 | 2,93 | 2,09 | 4,18 | 0    | 239      |
| Alcaria                             | 41,00 | 20,35 | 9,44  | 7,37  | 3,24 | 2,65 | 2,06 | 1,47 | 1,18 | 339      |
| Alcongosta                          | 41,07 | 27,98 | 12,50 | 5,95  | 3,57 | 0    | 1,19 | 0,60 | 1,19 | 168      |
| Alpedrinha                          | 42,40 | 34,28 | 3,53  | 3,53  | 2,12 | 0,71 | 0,35 | 1,77 | 0,71 | 283      |
| Barroca                             | 37,44 | 28,08 | 5,91  | 2,46  | 0,49 | 3,45 | 2,46 | 1,97 | 0,99 | 203      |
| Bogas de Cima                       | 23,20 | 55,20 | 3,20  | 1,60  | 3,20 | 0    | 1,60 | 0,80 | 0,80 | 125      |
| Capinha                             | 39,74 | 28,48 | 2,65  | 10,60 | 3,31 | 2,65 | 2,65 | 0    | 1,99 | 151      |
| Castelejo                           | 30,69 | 29,66 | 14,14 | 3,10  | 2,41 | 2,76 | 1,03 | 1,03 | 1,38 | 290      |
| Castelo Novo                        | 33,33 | 26,85 | 8,33  | 9,26  | 2,78 | 4,63 | 2,78 | 0,93 | 0,93 | 108      |
| Enxames                             | 42,57 | 15,54 | 2,70  | 8,11  | 7,43 | 2,70 | 0,68 | 6,76 | 1,35 | 148      |
| Fatela                              | 52,97 | 12,43 | 6,49  | 11,35 | 2,70 | 1,08 | 1,62 | 2,16 | 2,70 | 185      |
| Fundão                              | 38,22 | 21,83 | 8,53  | 9,62  | 4,45 | 2,12 | 1,99 | 1,34 | 1,16 | 3 867    |
| Janeiro de Cima e Bogas de Baixo    | 41,88 | 44,02 | 2,99  | 1,71  | 0,43 | 0,43 | 0,85 | 0,43 | 0    | 234      |
| Lavacolhos                          | 49,49 | 14,14 | 11,11 | 10,10 | 5,05 | 2,02 | 0    | 0    | 2,02 | 99       |
| Orca                                | 49,25 | 27,99 | 3,36  | 4,48  | 1,12 | 0,75 | 0,37 | 1,49 | 1,12 | 268      |
| Pero Viseu                          | 42,33 | 21,16 | 7,94  | 3,70  | 4,76 | 2,12 | 3,17 | 3,70 | 1,06 | 189      |
| Póvoa de Atalaia e Atalaia do Campo | 44,67 | 32,84 | 4,44  | 2,07  | 2,37 | 0,89 | 1,18 | 0,30 | 0,89 | 338      |
| Silvares                            | 50,00 | 21,38 | 4,09  | 4,40  | 3,77 | 2,52 | 1,57 | 0,94 | 0,63 | 318      |
| Soalheira                           | 35,74 | 39,36 | 3,61  | 5,62  | 2,41 | 1,20 | 1,61 | 1,61 | 0    | 249      |
| Souto da Casa                       | 35,71 | 34,64 | 4,64  | 5,71  | 4,64 | 1,43 | 0,71 | 1,43 | 2,50 | 280      |
| Telhado                             | 45,85 | 16,16 | 10,04 | 3,49  | 4,80 | 1,75 | 0,87 | 0,44 | 1,31 | 229      |
| Três Povos                          | 48,17 | 23,17 | 3,66  | 2,13  | 0,91 | 0,91 | 1,52 | 1,22 | 1,52 | 328      |
| Vale de Prazeres e Mata da Rainha   | 44,44 | 27,22 | 6,39  | 4,72  | 1,94 | 2,22 | 1,11 | 1,11 | 0,83 | 360      |
| Fundão                              | 40,45 | 24,79 | 7,21  | 7,11  | 3,55 | 1,91 | 1,64 | 1,43 | 1,12 | 8 998    |

### Idanha-a-Nova
| Partido                 | Partido                        | Votos | %               | +/-   |
| ----------------------- | ------------------------------ | ----- | --------------- | ----- |
|                         | Partido Socialista             | 1 915 | 53,88 / 100,00  | 13,37 |
|                         | Aliança Portugal               | 758   | 21,33 / 100,00  | 15,58 |
|                         | Coligação Democrática Unitária | 214   | 6,02 / 100,00   | 0,53  |
|                         | Partido da Terra               | 141   | 3,97 / 100,00   | 3,69  |
|                         | Bloco de Esquerda              | 69    | 1,94 / 100,00   | 3,48  |
|                         | PCTP/MRPP                      | 65    | 1,83 / 100,00   | 0,27  |
|                         | Outros                         | 162   | 4,56 / 100,00   |       |
| Votos Inválidos         | Votos Inválidos                | 230   | 6,47 / 100,00   | 0,86  |
| Total                   | Total                          | 3 554 | 100,00 / 100,00 |       |
| Eleitorado/Participação | Eleitorado/Participação        | 9 443 | 37,64 / 100,00  | 1,31  |

| Freguesia                           | %     | %     | %     | %    | %    | %    | Votantes |
| Freguesia                           | PS    | AP    | CDU   | MPT  | BE   | PCTP | Votantes |
| ----------------------------------- | ----- | ----- | ----- | ---- | ---- | ---- | -------- |
| Aldeia de Santa Margarida           | 51,16 | 14,73 | 6,20  | 9,30 | 2,33 | 3,10 | 129      |
| Idanha-a-Nova e Alcafozes           | 49,81 | 21,31 | 8,18  | 5,20 | 2,11 | 2,11 | 807      |
| Ladoeiro                            | 56,99 | 21,24 | 2,59  | 6,22 | 1,81 | 1,30 | 386      |
| Medelim                             | 51,56 | 27,34 | 5,47  | 2,34 | 1,56 | 0,78 | 128      |
| Monfortinho e Salvaterra do Extremo | 45,00 | 30,67 | 3,67  | 6,00 | 1,33 | 1,67 | 300      |
| Monsanto e Idanha-a-Velha           | 65,86 | 15,52 | 3,79  | 1,03 | 2,07 | 1,38 | 290      |
| Oledo                               | 54,72 | 18,24 | 4,40  | 6,29 | 1,89 | 0,63 | 159      |
| Penha Garcia                        | 59,64 | 23,14 | 1,29  | 2,31 | 1,54 | 1,29 | 389      |
| Proença-a-Velha                     | 52,69 | 19,35 | 8,60  | 1,08 | 3,23 | 2,15 | 93       |
| Rosmaninhal                         | 61,39 | 20,89 | 4,43  | 1,90 | 2,53 | 1,27 | 158      |
| São Miguel de Acha                  | 49,52 | 23,56 | 8,17  | 2,40 | 2,40 | 1,44 | 208      |
| Toulões                             | 56,64 | 17,70 | 5,31  | 1,77 | 2,65 | 3,54 | 113      |
| Zebreira e Segura                   | 51,52 | 18,78 | 12,94 | 2,28 | 1,52 | 3,05 | 394      |
| Idanha-a-Nova                       | 53,88 | 21,33 | 6,02  | 3,97 | 1,94 | 1,83 | 3 554    |

### Oleiros
| Partido                 | Partido                        | Votos | %               | +/-   |
| ----------------------- | ------------------------------ | ----- | --------------- | ----- |
|                         | Aliança Portugal               | 1 200 | 53,10 / 100,00  | 13,41 |
|                         | Partido Socialista             | 513   | 22,70 / 100,00  | 6,67  |
|                         | Partido da Terra               | 87    | 3,85 / 100,00   | 3,52  |
|                         | Coligação Democrática Unitária | 50    | 2,21 / 100,00   | 0,20  |
|                         | Bloco de Esquerda              | 38    | 1,68 / 100,00   | 1,03  |
|                         | LIVRE/Tempo de Avançar         | 28    | 1,24 / 100,00   | Novo  |
|                         | Partido da Nova Democracia     | 27    | 1,19 / 100,00   | -     |
|                         | Outros                         | 77    | 3,41 / 100,00   |       |
| Votos Inválidos         | Votos Inválidos                | 240   | 10,62 / 100,00  | 1,47  |
| Total                   | Total                          | 2 260 | 100,00 / 100,00 |       |
| Eleitorado/Participação | Eleitorado/Participação        | 5 441 | 41,54 / 100,00  | 0,44  |

| Freguesia                | %     | %     | %    | %    | %    | %    | %    | Votantes |
| Freguesia                | AP    | PS    | MPT  | CDU  | BE   | L    | PND  | Votantes |
| ------------------------ | ----- | ----- | ---- | ---- | ---- | ---- | ---- | -------- |
| Álvaro                   | 66,99 | 11,65 | 0,97 | 4,85 | 0,97 | 0    | 1,94 | 103      |
| Cambas                   | 56,19 | 31,43 | 0    | 1,90 | 1,90 | 1,90 | 0,95 | 105      |
| Estreito - Vilar Barroco | 53,20 | 23,62 | 3,97 | 1,99 | 1,10 | 2,43 | 1,32 | 453      |
| Isna                     | 57,69 | 17,69 | 3,08 | 0,77 | 0    | 0    | 0,77 | 130      |
| Madeirã                  | 58,44 | 18,18 | 1,30 | 0    | 0    | 0    | 3,90 | 77       |
| Mosteiro                 | 59,87 | 20,39 | 4,61 | 1,32 | 0,66 | 0    | 0    | 152      |
| Oleiros - Amieira        | 50,57 | 21,38 | 5,20 | 2,60 | 2,60 | 1,36 | 1,13 | 884      |
| Orvalho                  | 34,12 | 40,00 | 2,94 | 4,12 | 3,53 | 1,18 | 0,59 | 170      |
| Sarnadas de São Simão    | 55,06 | 22,47 | 4,49 | 1,12 | 0    | 0    | 1,12 | 89       |
| Sobral                   | 68,04 | 16,49 | 1,03 | 0    | 0    | 1,03 | 2,06 | 97       |
| Oleiros                  | 53,10 | 22,70 | 3,85 | 2,21 | 1,68 | 1,24 | 1,19 | 2 260    |

### Penamacor
| Partido                 | Partido                        | Votos | %               | +/-   |
| ----------------------- | ------------------------------ | ----- | --------------- | ----- |
|                         | Partido Socialista             | 970   | 52,01 / 100,00  | 17,86 |
|                         | Aliança Portugal               | 482   | 25,84 / 100,00  | 17,54 |
|                         | Partido da Terra               | 85    | 4,56 / 100,00   | 4,02  |
|                         | Coligação Democrática Unitária | 69    | 3,70 / 100,00   | 1,05  |
|                         | Bloco de Esquerda              | 44    | 2,36 / 100,00   | 3,97  |
|                         | PCTP/MRPP                      | 19    | 1,02 / 100,00   | 0,56  |
|                         | Outros                         | 80    | 4,28 / 100,00   |       |
| Votos Inválidos         | Votos Inválidos                | 116   | 6,22 / 100,00   | 0,43  |
| Total                   | Total                          | 1 865 | 100,00 / 100,00 |       |
| Eleitorado/Participação | Eleitorado/Participação        | 5 467 | 34,11 / 100,00  | 0,18  |

| Freguesia                                     | %     | %     | %    | %    | %    | %    | Votantes |
| Freguesia                                     | PS    | AP    | MPT  | CDU  | BE   | PCTP | Votantes |
| --------------------------------------------- | ----- | ----- | ---- | ---- | ---- | ---- | -------- |
| Aldeia do Bispo, Águas e Aldeia de João Pires | 46,77 | 27,96 | 4,03 | 6,72 | 2,69 | 1,88 | 372      |
| Aranhas                                       | 58,04 | 17,86 | 2,68 | 3,57 | 0,89 | 2,68 | 112      |
| Benquerença                                   | 51,46 | 25,15 | 5,85 | 1,17 | 2,34 | 1,75 | 171      |
| Meimão                                        | 59,69 | 24,03 | 0    | 1,55 | 2,33 | 0    | 129      |
| Meimoa                                        | 42,36 | 31,25 | 4,86 | 7,64 | 1,39 | 2,08 | 144      |
| Pedrógão de São Pedro e Bemposta              | 63,59 | 21,20 | 1,38 | 1,38 | 1,84 | 0,92 | 217      |
| Penamacor                                     | 50,53 | 28,66 | 8,07 | 3,18 | 2,12 | 0    | 471      |
| Salvador                                      | 43,70 | 25,21 | 2,52 | 4,20 | 5,88 | 0    | 119      |
| Vale da Senhora da Póvoa                      | 59,23 | 21,54 | 4,62 | 1,54 | 2,31 | 0,77 | 130      |
| Penamacor                                     | 52,01 | 25,84 | 4,56 | 3,70 | 2,36 | 1,02 | 1 865    |

### Proença-a-Nova
| Partido                 | Partido                               | Votos | %               | +/-   |
| ----------------------- | ------------------------------------- | ----- | --------------- | ----- |
|                         | Aliança Portugal                      | 1 320 | 43,12 / 100,00  | 12,30 |
|                         | Partido Socialista                    | 970   | 31,69 / 100,00  | 7,06  |
|                         | Partido da Terra                      | 215   | 7,02 / 100,00   | 6,46  |
|                         | Bloco de Esquerda                     | 60    | 1,96 / 100,00   | 3,48  |
|                         | Coligação Democrática Unitária        | 54    | 1,76 / 100,00   | 0,20  |
|                         | Partido pelos Animais e pela Natureza | 34    | 1,11 / 100,00   | Novo  |
|                         | Outros                                | 148   | 4,84 / 100,00   |       |
| Votos Inválidos         | Votos Inválidos                       | 260   | 8,50 / 100,00   | 0,45  |
| Total                   | Total                                 | 3 061 | 100,00 / 100,00 |       |
| Eleitorado/Participação | Eleitorado/Participação               | 7 841 | 39,04 / 100,00  | 5,34  |

| Freguesia                          | %     | %     | %    | %    | %    | %    | Votantes |
| Freguesia                          | AP    | PS    | MPT  | BE   | CDU  | PAN  | Votantes |
| ---------------------------------- | ----- | ----- | ---- | ---- | ---- | ---- | -------- |
| Montes da Senhora                  | 45,00 | 32,50 | 5,00 | 1,43 | 1,07 | 0,36 | 280      |
| Proença-a-Nova e Peral             | 42,08 | 30,18 | 9,00 | 2,05 | 1,77 | 1,59 | 1 756    |
| São Pedro do Esteval               | 37,50 | 40,38 | 7,69 | 1,44 | 0,96 | 0    | 208      |
| Sobreira Formosa e Alvito da Beira | 46,14 | 32,44 | 3,30 | 2,08 | 2,20 | 0,61 | 817      |
| Proença-a-Nova                     | 43,12 | 31,69 | 7,02 | 1,96 | 1,76 | 1,11 | 3 061    |

### Sertã
| Partido                 | Partido                        | Votos  | %               | +/-   |
| ----------------------- | ------------------------------ | ------ | --------------- | ----- |
|                         | Aliança Portugal               | 2 539  | 45,98 / 100,00  | 10,96 |
|                         | Partido Socialista             | 1 453  | 26,31 / 100,00  | 4,76  |
|                         | Partido da Terra               | 320    | 5,80 / 100,00   | 5,08  |
|                         | Coligação Democrática Unitária | 146    | 2,64 / 100,00   | 0,19  |
|                         | Bloco de Esquerda              | 125    | 2,26 / 100,00   | 4,10  |
|                         | LIVRE/Tempo de Avançar         | 80     | 1,45 / 100,00   | Novo  |
|                         | PCTP/MRPP                      | 64     | 1,16 / 100,00   | 0,41  |
|                         | Outros                         | 236    | 4,26 / 100,00   |       |
| Votos Inválidos         | Votos Inválidos                | 559    | 10,12 / 100,00  | 1,49  |
| Total                   | Total                          | 5 522  | 100,00 / 100,00 |       |
| Eleitorado/Participação | Eleitorado/Participação        | 14 701 | 37,56 / 100,00  | 2,24  |

| Freguesia                                 | %     | %     | %    | %    | %    | %    | %    | Votantes |
| Freguesia                                 | AP    | PS    | MPT  | CDU  | BE   | L    | PCTP | Votantes |
| ----------------------------------------- | ----- | ----- | ---- | ---- | ---- | ---- | ---- | -------- |
| Cabeçudo                                  | 33,45 | 35,94 | 6,41 | 4,63 | 5,34 | 0,71 | 0,36 | 281      |
| Carvalhal                                 | 39,00 | 36,50 | 5,00 | 4,00 | 1,50 | 2,00 | 1,00 | 200      |
| Castelo                                   | 36,47 | 32,48 | 9,97 | 2,28 | 1,99 | 1,14 | 2,28 | 351      |
| Cernache do Bonjardim, Nesperal e Palhais | 41,96 | 27,86 | 4,48 | 3,48 | 2,49 | 2,24 | 1,49 | 1 206    |
| Cumeada e Marmeleiro                      | 63,36 | 20,42 | 2,70 | 1,50 | 0,60 | 1,50 | 0,30 | 333      |
| Ermida e Figueiredo                       | 71,23 | 10,05 | 3,20 | 0,46 | 0,91 | 0,91 | 0,91 | 219      |
| Pedrógão Pequeno                          | 33,46 | 34,21 | 7,89 | 3,01 | 3,76 | 1,50 | 1,13 | 266      |
| Sertã                                     | 44,27 | 25,37 | 7,21 | 2,86 | 2,37 | 1,33 | 1,28 | 2 026    |
| Troviscal                                 | 52,07 | 25,17 | 2,41 | 0    | 2,76 | 0    | 0,69 | 290      |
| Várzea dos Cavaleiros                     | 65,43 | 17,43 | 3,71 | 0,86 | 0    | 1,43 | 0,29 | 350      |
| Sertã                                     | 45,98 | 26,31 | 5,80 | 2,64 | 2,26 | 1,45 | 1,16 | 5 522    |

### Vila de Rei
| Partido                 | Partido                        | Votos | %               | +/-   |
| ----------------------- | ------------------------------ | ----- | --------------- | ----- |
|                         | Aliança Portugal               | 808   | 50,41 / 100,00  | 16,76 |
|                         | Partido Socialista             | 276   | 17,22 / 100,00  | 7,82  |
|                         | Partido da Terra               | 95    | 5,93 / 100,00   | 5,43  |
|                         | Coligação Democrática Unitária | 55    | 3,43 / 100,00   | 0,33  |
|                         | Bloco de Esquerda              | 19    | 1,19 / 100,00   | 3,34  |
|                         | Partido da Nova Democracia     | 16    | 1,00 / 100,00   | -     |
|                         | Outros                         | 92    | 5,73 / 100,00   |       |
| Votos Inválidos         | Votos Inválidos                | 242   | 15,10 / 100,00  | 3,71  |
| Total                   | Total                          | 1 603 | 100,00 / 100,00 |       |
| Eleitorado/Participação | Eleitorado/Participação        | 2 947 | 54,39 / 100,00  | 2,04  |

| Freguesia        | %     | %     | %    | %    | %    | %    | Votantes |
| Freguesia        | AP    | PS    | MPT  | CDU  | BE   | PND  | Votantes |
| ---------------- | ----- | ----- | ---- | ---- | ---- | ---- | -------- |
| Fundada          | 52,78 | 15,00 | 3,33 | 4,44 | 1,39 | 1,11 | 360      |
| São João do Peso | 65,15 | 13,64 | 1,52 | 1,52 | 0    | 1,52 | 66       |
| Vila de Rei      | 48,85 | 18,10 | 6,97 | 3,23 | 1,19 | 0,93 | 1 177    |
| Vila de Rei      | 50,41 | 17,22 | 5,93 | 3,43 | 1,19 | 1,00 | 1 603    |

### Vila Velha de Ródão
| Partido                 | Partido                        | Votos | %               | +/-   |
| ----------------------- | ------------------------------ | ----- | --------------- | ----- |
|                         | Partido Socialista             | 710   | 54,41 / 100,00  | 10,49 |
|                         | Aliança Portugal               | 296   | 22,68 / 100,00  | 10,49 |
|                         | Coligação Democrática Unitária | 102   | 7,82 / 100,00   | 0,77  |
|                         | Bloco de Esquerda              | 38    | 2,91 / 100,00   | 3,89  |
|                         | Partido da Terra               | 32    | 2,45 / 100,00   | 2,02  |
|                         | PCTP/MRPP                      | 22    | 1,69 / 100,00   | 0,78  |
|                         | Outros                         | 39    | 2,99 / 100,00   |       |
| Votos Inválidos         | Votos Inválidos                | 66    | 5,06 / 100,00   | 0,02  |
| Total                   | Total                          | 1 305 | 100,00 / 100,00 |       |
| Eleitorado/Participação | Eleitorado/Participação        | 3 055 | 42,72 / 100,00  | 2,08  |

| Freguesia           | %     | %     | %    | %    | %    | %    | Votantes |
| Freguesia           | PS    | AP    | CDU  | BE   | MPT  | PCTP | Votantes |
| ------------------- | ----- | ----- | ---- | ---- | ---- | ---- | -------- |
| Fratel              | 55,26 | 19,17 | 9,77 | 1,88 | 3,01 | 2,26 | 266      |
| Perais              | 58,97 | 23,59 | 5,64 | 1,03 | 0,51 | 2,05 | 195      |
| Sarnadas de Ródão   | 48,74 | 28,64 | 3,52 | 4,02 | 4,02 | 1,01 | 199      |
| Vila Velha de Ródão | 54,42 | 22,02 | 8,99 | 3,57 | 2,33 | 1,55 | 645      |
| Vila Velha de Ródão | 54,41 | 22,68 | 7,82 | 2,91 | 2,45 | 1,69 | 1 305    |